# Anisodes nesidica
Anisodes nesidica är en fjärilsart som beskrevs av Louis Beethoven Prout 1931. Anisodes nesidica ingår i släktet Anisodes och familjen mätare. Inga underarter finns listade i Catalogue of Life.